# Fish Creek
Fish Creek – miasto w Australii, w stanie Wiktoria.